# Râul Strachina
Râul Strachina este un curs de apă, afluent al râului Ialomița. 